# 波尔兹德尼农村居民点
波尔兹德尼农村居民点（俄语：Порздневское сельское поселение）是俄罗斯联邦伊万诺沃州卢赫区所属的一个农村居民点。其下辖有56个居民点，行政中心为波尔兹德尼。据2016年统计，该农村居民点的人口为2065人。